# Hanover (Insel)
Die Insel Hanover (manchmal auch Hannover; spanisch Isla Hanover) gehört zu Chile und liegt nördlich von Feuerland im patagonischen Archipel. Sie gehört zur Región de Magallanes y de la Antártica Chilena, hat eine Fläche von 812 km² und erreicht eine Höhe von 1158 m über dem Meer.
Jules Verne lässt auf dieser Insel seinen Roman Zwei Jahre Ferien spielen, in dem eine Gruppe von Jugendlichen und Kindern von Auckland aus kommend auf ihr Schiffbruch erleiden. Die im Roman angegebenen geographischen Beschreibungen haben aber – abgesehen von der groben Lagebestimmung und den ungefähren Ausmaßen – wenig mit der realen Insel zu tun.